# شهر یارا
شهر یارا (به انگلیسی: City of Yarra) یک منطقهٔ مسکونی در استرالیا است که در ویکتوریا (استرالیا) واقع شده‌است.

## خواهرخوانده
شهر بائوکائو خواهرخواندهٔ شهر یارا هست.